# Le Troisième Homme sur la montagne
Pour plus de détails, voir Fiche technique et Distribution.
Le Troisième Homme sur la montagne (Third Man on the Mountain) est un film américain réalisé par Ken Annakin et produit par Walt Disney Productions, sorti en 1959. Il est adapté d'un roman de James Ramsey Ullman (en), intitulé Banner in the Sky.

## Synopsis
Au milieu du XIXe siècle en Suisse, un célèbre alpiniste britannique, le capitaine John Winter, souhaite escalader un sommet difficile, la Citadelle. Il se rend dans un petit village mais aucun guide ne souhaite l'accompagner. Un jeune homme du village, Rudi Matt, dont le père est mort quinze ans plus tôt durant une tentative d'ascension de la Citadelle, est déterminé à l'accompagner, avec l'aide de son oncle. Winter parvient également à engager un guide d'un village voisin et concurrent, Emil Saxo. La cordée de quatre hommes entame alors l'ascension du sommet encore inviolé.

## Fiche technique
- Titre original : Third Man on the Mountain
- Titre français : Le Troisième Homme sur la montagne
- Réalisateur : Ken Annakin assisté de Gerry O'Hara, Gaston Rébuffat (équipe montagne)
- Scénario : Eleanore Griffin d'après un roman de James Ramsey Ullman (en)
- Photographie
  - Directeur de la photographie : Harry Waxman
  - Photographe : Georges Tairrez (équipe montagne)
- Montage : Peter Boita
- Direction artistique : Carroll Clark
- Décorateur de plateau : John Howell
- Chorégraphe : Mme Derivaz
- Technicien du son : Chris Greenham (mixeur)
- Effets visuels : Peter Ellenshaw (artiste matte)
- Musique
  - Composition originale : William Alwyn
  - Chef d'orchestre : Muir Mathieson
  - Montage musical : Evelyn Kennedy
  - Chansons : Franklin Marks et By Dunham (Climb on the Mountain); G. Haenni et Tom Adair (Good Night Valais)
- Producteur : Bill Anderson, Alan Jaggs (associé), Basil Keys (directeur de production)
- Société de production : Walt Disney Productions
- Société de distribution : Buena Vista Film Distribution Company
- Pays de production :  États-Unis
- Format : Couleur
- Genre : Film dramatique, Film d'aventure
- Durée : 107 minutes
- Dates de sortie : 10 novembre 1959
- Affiche : André Bertrand (France)

Sauf mention contraire, les informations proviennent des sources suivantes : Leonard Maltin, Dave Smith, John West et IMDb

## Distribution
- Michael Rennie (VF : Roger Tréville) : Capitaine John Winter
- James MacArthur (VF : Georges Poujouly) : Rudi Matt
- Janet Munro : Lizbeth Hempel
- James Donald (VF : André Valmy) : Franz Lerner
- Herbert Lom (VF : Jean Violette) : Emil Saxo
- Laurence Naismith (VF : Jacques Berlioz) : Teo Zurbriggen
- Lee Patterson : Klaus Wesselhoft
- Walter Fitzgerald (VF : Jean Toulout) : Herr Hempel
- Nora Swinburne (VF : Hélène Tossy) : Frau Matt
- Ferdy Mayne (VF : Stéphane Audel) : Andreas
- James Ramsey Ullman (en)[1] : un touriste
- Helen Hayes[1]

Source : Leonard Maltin, Dave Smith, John West et IMDb

## Sorties cinéma
Sauf mention contraire, les informations suivantes sont issues de l'Internet Movie Database.
- États-Unis : 10 novembre 1959
- France : 30 novembre 1959
- Japon : 15 janvier 1960
- Italie : 7 mars 1960
- Mexique : 6 avril 1961
- Danemark : 25 juillet 1961
- Uruguay : 24 avril 1963

## Origine et production
Le film s'appuie sur un fait réel concernant un célèbre alpiniste et un jeune homme suisse dont le père est mort durant une ascension, tous deux déterminés à escalader le Cervin, ici rebaptisé la Citadelle,. La production du film découle, comme le rappelle le réalisateur Ken Annakin, d'une passion de Walt Disney pour la Suisse qui a été sa destination estivale plusieurs années de suite,,. Une autre preuve de cette passion est l'existence de l'attraction dénommée « Matterhorn Bobsleds », ouverte le 14 juin 1959 à Disneyland et qui est une reproduction au 1/100e du Cervin.
Le producteur Bill Anderson précise qu'il venait de lire le roman Banner in the Sky (1954) de James Ramsey Ullman (en) et de découvrir en parallèle un film de Gaston Rébuffat, a priori Étoiles et Tempêtes (1955), film en couleurs primé au festival de Trente. Anderson présente les deux à Walt Disney qui lui demande en retour d'en faire un film.

### Pré-production
Walt Disney demande ainsi à Anderson de partir au Royaume-Uni pour lancer la production d'une adaptation de Banner in the Sky mais le studio Walt Disney British Films a été fermé en 1952 et l'ensemble du personnel licencié à la fin de la production de Robin des Bois et ses joyeux compagnons. En 1957, Anderson s'installe donc en Angleterre, pays qui lui est inconnu, crée un nouveau studio et embauche de nouveaux salariés, car Walt Disney a refusé de déplacer des employés d’autres implantations. L'une des premières recrues est le réalisateur Ken Annakin, qui est envoyé en Californie pour travailler sur le film.
En pré-production, Ken Annakin passe trois mois à Burbank avec Walt Disney (et son équipe) pour concevoir l'histoire et les story-boards, avant d'être initié à l'alpinisme pendant une semaine par l'alpiniste français Gaston Rébuffat. En Californie, Annakin rencontre les acteurs Sean Connery et Janet Munro sur le tournage de Darby O'Gill et les Farfadets (1959) et Walt Disney lui prête sa loge sur le champ de course de Pasadena[Quoi ?].

### Tournage

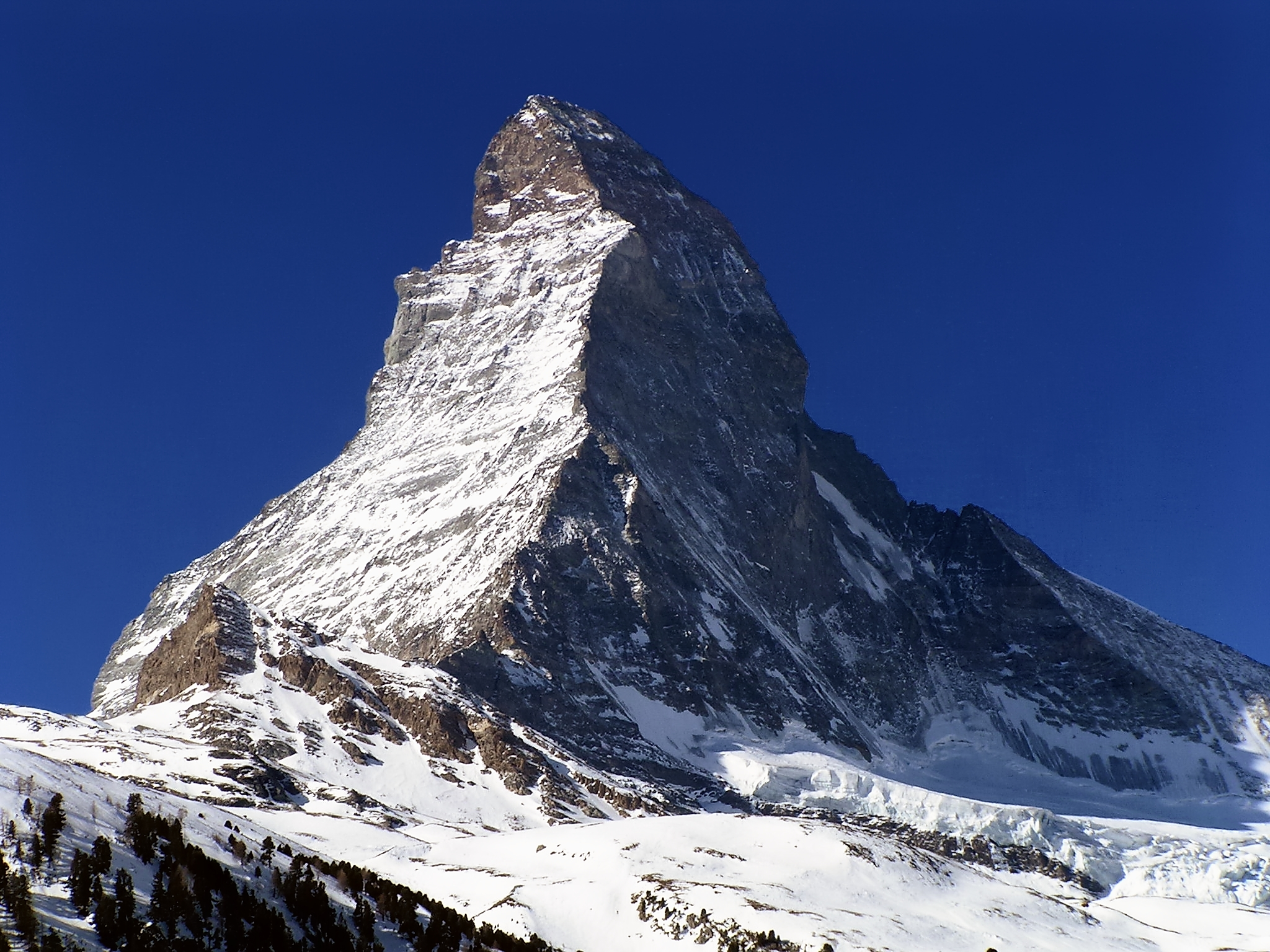
Vue du Cervin avec l'arête du Hörnli qui sépare la face nord (à droite) de la face est (à gauche).

Le film est en partie tourné à Zermatt — le village au pied du Cervin — pour les scènes du village et ses alentours durant le printemps et l’été 1958 sous la direction de Gaston Rébuffat. Une équipe de 170 personnes est constituée pour tourner le film en Suisse. La production a souhaité l'usage de mulets et parfois d'hélicoptères pour acheminer le matériel.
Rébuffat réalise les prises de vue en haute montagne car le reste de l'équipe, acteurs compris, n'a aucune connaissance des techniques d'escalade. Une grande partie des scènes en extérieur est tournée avec des doublures, que filme Rébuffat, mais quelques-unes de ces scènes, peu dangereuses, sont réalisées avec les acteurs principaux car ils ont bénéficié de deux semaines de formation aux rudiments de l’alpinisme,.
Afin d'éviter de bloquer la production en cas de tempête de neige, l'équipe s'organise pour disposer simultanément de quatre sites de tournage, lesquels sont parfois éloignés les uns des autres de 80 kilomètres. Finalement la durée cumulée du tournage sur site n'est que de trois mois, mais celui-ci s'étale sur une période plus longue, en raison de la météorologie capricieuse et aussi de la nécessité de filmer les quatre saisons.
Selon les souvenirs d'Annakin, une des scènes qui a demandé le plus d'ingéniosité est celle où James MacArthur et Janet Munro marchent dans un pré où il y a des fleurs jaunes. Les fleurs n'étant écloses que durant une semaine et la surface qu'elles recouvraient étant assez faible, l'équipe a donc pris soin d'écraser le moins de fleurs possible et de changer régulièrement d’endroit pour ne pas interrompre le tournage.
Pour Annakin, Walt Disney était prêt à laisser à ses équipes autant de temps que nécessaire afin d'obtenir un résultat satisfaisant ; ceci n'est incidemment plus le cas dans les productions plus récentes, où les responsables financiers hésitent à accepter tout élément amenant un possible dépassement de budget. Toujours selon Annakin, l'acteur le plus réticent à faire de l'escalade était Herbert Lom dont le rôle était pourtant celui du meilleure grimpeur. Face à ses craintes, l'équipe de tournage a dû construire des échafaudages et Lom a fini par se faire détester de l'équipe et des autres acteurs. Annakin précise qu'on ne voit jamais les pieds de Lom à l'écran mais qu'il s'agit de ceux des doublures.
Filmés à Zermatt, les décors sont parfois réels comme la maison de Rudi Matt construite au XVe siècle, parfois fictifs : les scènes de la place centrale du village utilisent ainsi un endroit désaffecté qui a été aménagé par le décorateur John Howell, avec des fleurs, un drapeau, des édifices maçonnés et une fontaine. Les danseurs vus dans le film sont des figurants venus avec leurs propres costumes des villages alentour.
Walt Disney, venu passer trois semaines de vacances en Suisse pendant la même période, s'est rendu sur les lieux du tournage. Il était toutefois accompagné de plusieurs membres du studio dont le publicitaire Leonard Shannon. D'autres personnalités sont aussi venues sur place et certaines apparaissent même dans le film, comme James Ramsey Ullman (en), l'auteur du roman Banner in the Sky qui a inspiré ce film, ou Helen Hayes, la mère adoptive de James MacArthur,,, l'interprète de Rudi.
Le reste du film a été tourné en studio à Londres. Ainsi, Annakin a constaté que certains décors peints par Peter Ellenshaw donnaient une meilleure idée du vide que les décors réels souvent altérés par des nuages, des ombres, etc.

## Sortie et accueil
Juste avant la sortie du film, l'émission Walt Disney Presents (sur ABC) du 6 novembre 1959 a été consacrée à la promotion du film avec un documentaire intitulé Perilous Assignment.
Le Time évoque le film comme un « Tom Sawyer dans les Alpes », la meilleure description possible selon Maltin,. La qualité du film réside aussi dans son réalisme, qui même est plus que du réalisme puisqu'il se déroule dans le véritable environnement, le Cervin. Le magazine Variety lui attribue les qualités qui conduisent le spectateur à se cramponner à son siège devant les images de haute altitude et d'action. Bosley Crowther du New York Times apprécie les magnifiques décors et l'esprit d'aventure mais est plus circonspect sur le reste. Anderson explique les mauvais résultats commerciaux du film par le vertige ressenti devant les scènes d'escalade : en effet, dès les premières projections de test, les femmes cessaient de regarder l'écran quand il y avait de telles scènes ; or les femmes représentent souvent un tiers du public. Lors d'une projection privée, Lilian Disney aurait même demandé à être prévenue de la fin des scènes d’escalade.
Ensuite, le film a été diffusé à la télévision dans l'émission Walt Disney Presents sur ABC, en deux épisodes sous le titre Banner in the Sky, les 17 et 24 février 1963,. Le film est sorti en vidéo en 1986.

## Analyse
Le film se démarque des autres productions Disney par son tournage très dispendieux en décors réels, puisque réalisé sur le Cervin-même ou à proximité. Pour Maltin, il s’agit d’une histoire émouvante et rafraîchissante à la fois, pour les lieux où se déroule l’action et les qualités humaines qui y sont montrées. Pour John West, le film est superbe et de qualité sous tous ses aspects : un scénario excellent, un jeu d'acteurs brillant et des paysages à couper le souffle. L'histoire est celle d'un acte d'héroïsme intemporel et du parcours initiatique d'un jeune homme vers l'âge adulte. West ajoute que l'ensemble de la distribution est bonne mais la malicieuse Janet Munro jouant la jolie Lizbeth Hempel et Laurence Naismith dans le rôle du guide Zurbriggen se démarquent du lot. Pour West, le film semble authentique car la plupart des faits sont authentiques. Dans le film et selon les propos tenus par la capitaine Winter, le jeune Rudi est le véritable héros qui, en sauvant Emil Saxo, surpasse l'exploit de Winter et de l'oncle de Rudi qui ont atteint le sommet.
Selon Annakin, Le Troisième Homme sur la montagne est le film préféré de Walt Disney parmi les quatre qu'il a réalisés pour le studio. Par ailleurs, plusieurs auteurs, dont Michael Barrier, attribuent au film l'idée de créer l'attraction Matterhorn Bobsleds qui a été installée à Disneyland, ; mais comme la réalisation du film a été concomitante à la construction de l'attraction, voire postérieure, il semble plus juste de simplement leur attribuer une origine commune.